# Símbols de Benferri
L'escut i la bandera de Benferri són els símbols representatius de Benferri, municipi del País Valencià, a la comarca del Baix Segura.

## Escut heràldic
L'escut de Benferri té el següent blasonament oficial:
| « | Escut quadrilong ibèric, partit. Al primer quarter, en camper de gules, una torre d'or, maçonada i aclarida de sable. Al segon quarter, en camp d'atzur, un roc d'or, flanquejat de dos flors de lis, del mateix metall, sobre una roca del seu color, que emergeix damunt d'ones d'argent i atzur; tot superat amb una branca de móra, de sable, fruitada de gules. Al timbre, una corona reial oberta. | » |

## Bandera
La bandera oficial de Benferri té la següent descripció:
| « | Bandera de proporcions 2:3. Ondada per meitat horitzontal, la primera meitat de roig, la segona blava. | » |

## Història
L'escut i la bandera foren aprovats per Resolucions de 21 de març de 1994, publicades en el DOGV núm. 2.250, de 21 d'abril de 1994.
A l'escut s'hi representa la torre de l'antiga alqueria mudèjar, amb les armes parlants dels Rocamora, marquesos de Rafal, senyors del poble des de mitjan segle xv.